# Gene Allen
Gene Allen (Los Angeles, 17 de junho de 1918 — Newport Beach, 7 de outubro de 2015) foi um diretor de arte estadunidense. Venceu o Oscar de melhor direção de arte na edição de 1966 por My Fair Lady, ao lado de Cecil Beaton e George James Hopkins.